# TEE Le Rhodanien
Le Rhodanien è una relazione ferroviaria Trans Europ Express delle ferrovie francesi operativa dal 1971 al 1978 tra Parigi e Marsiglia.
Il nome fa riferimento al percorso del treno che seguiva il corso al fiume Rodano.